# Familienmediation
Die Familienmediation ist eine Mediation bei Streitigkeiten innerhalb der Familie und innerhalb familienähnlicher Systeme im weiteren Sinn.
Die Familienmediation basiert auf denselben Grundsätzen wie die Mediation im Allgemeinen. Hierzu gehören die Freiwilligkeit, Vertraulichkeit, Eigenverantwortlichkeit der Parteien, Ergebnisoffenheit der Mediation und Allparteilichkeit der Mediatoren.

## Einsatzbereiche
Im Hinblick auf die Pluralisierung der Lebensformen wird hervorgehoben, dass sich die Familienmediation auf Familien und familienähnliche Systeme anwenden lässt. Dies schließt nicht nur die Blutsverwandtschaft, Adoptiv- und Pflegefamilien, Ehepartner, die angeheiratete Familie, Lebenspartnerschaften und die Patchwork-Familie und andere Familienkonstellationen ein, sondern auch Wohngemeinschaften und viele weitere kulturelle familienähnliche Systeme. Als Gemeinsamkeit dieser Konstellationen hebt der BAFM hervor:
„Das psychische Erleben der Konfliktbeteiligten bezüglich eines drohenden gravierenden Verlustes an emotionaler persönlicher Beziehung ist dabei unauflösbar mit den sachlichen, wirtschaftlichen und rechtlichen Konsequenzen eines Konfliktes verbunden.“
Familienmediation wird insbesondere eingesetzt bei Fällen von Trennung und Scheidung (Trennungs- und Scheidungsmediation) und bei Ambivalenz bezüglich der Aufrechterhaltung einer Partnerschaft bzw. Ehe, bei Streitigkeiten zwischen Jugendlichen und ihren Eltern (Eltern-Jugendlichen-Mediation), bei Erbauseinandersetzungen (Erb-Mediation) oder anderen familiären Auseinandersetzungen (etwa Geschwister-Mediation, Mehr-Generationen-Mediation, Mediation in Familienunternehmen).
Darüber hinaus kann Familienmediation bei Streitigkeiten von Paaren zu verschiedenen Themen eingesetzt werden, etwa bei Streit über berufliche Veränderungen wie Arbeitslosigkeit, Arbeitsplatzwechsel oder Renteneintritt, über die familiäre Arbeitsteilung, über die Familienplanung oder über den Umgang mit dem Auszug der Kinder (Leeres-Nest-Syndrom).

## Ziele
Die Familienmediation soll unter anderem zur Klärung von Konflikten beitragen und ihrer Eskalation vorbeugen, dem Kindeswohl dienen, die Kommunikation und die Beziehungen unter den Familienmitgliedern bzw. Ex-Partnern stärken und die gemeinsame Entwicklung von Lösungen ermöglichen.

## Praxis
Familienmediation wird teils als Co-Mediation von mehreren Mediatoren gemeinsam durchgeführt, oft von einem weiblichen und einem männlichen Moderator verschiedener Herkunftsberufe, beispielsweise in Form einer interdisziplinären Co-Mediation durch einen psychosozial orientierten und einen juristisch-wirtschaftlich ausgerichteten Mediator (siehe zum Beispiel Conjoint Mediation and Therapy).
Die Familienmediation hat sich als dritter Weg der Konfliktlösung zwischen Familientherapie einerseits und Gerichtsverfahren andererseits etabliert. In diesem Bereich hat sich eine Professionalisierung (im Sinne einer Verberuflichung) vollzogen, und zwar zunächst vor allem im Bereich der Mediation bei Trennung und Scheidung und später in weiteren Bereichen der Familienmediation.

## Regelungen und Förderung
In Österreich ist die Familienmediation in Scheidungs- und Trennungsangelegenheiten entsprechend der Richtlinie GZ 425000/5-V/2/04 als interdisziplinäre Co-Mediation mit zwei Mediatoren etabliert. Einer der Mediatoren hat eine psychosoziale Ausbildung, etwa als Sozialarbeit oder Therapeut, und der zweite Mediator hat eine juristische Ausbildung, etwa als Rechtsanwalt oder Richter. Die Mediation wird staatlich subventioniert, wobei die betroffene Familie einen Anteil der für das Mediatorenteam anfallenden Kosten zu zahlen hat, der je nach Familieneinkommen und Kinderzahl zwischen Null und hundert Prozent dieser Kosten liegt.
In Deutschland gilt für die Mediation einschließlich der Familienmediation das Mediationsgesetz. Die Bundes-Arbeitsgemeinschaft für Familien-Mediation (BAFM) e.V. ist auf Familienmediation spezialisiert.
Auf europäischer Ebene sprach der Europarat 1998 eine Empfehlung des Ministerkomitees an die Mitgliedstaaten über Familienmediation aus. Die Richtlinie 2008/52/EG (Mediationsrichtlinie) regelt die Vollstreckbarkeit, Vertraulichkeit und Hemmung der Verjährungsfristen in der Mediation zu Streitigkeiten im Zivil- und Handelsrecht, welche Staatsgrenzen innerhalb der EU überschreiten. Die Richtlinie betrifft somit auch die Familienmediation, allerdings insofern eingeschränkt, als dass sie ausdrücklich nicht für diejenigen Rechte und Pflichten im Familienrecht gelten soll, über die die Parteien nach dem einschlägigen anwendbaren Recht nicht selbst verfügen können.